# Grand Prix de Denain 2012
La 54e édition du Grand Prix de Denain a eu lieu le jeudi 12 avril 2012. Il s'agit de la sixième épreuve de la Coupe de France de cyclisme sur route 2012.

## Présentation

### Équipes
Classé en catégorie 1.1 de l'UCI Europe Tour, le Grand Prix de Denain est par conséquent ouvert aux UCI ProTeams dans la limite de 50 % des équipes participantes, aux équipes continentales professionnelles, aux équipes continentales et à des équipes nationales.
22 équipes participent à cette édition :
- 7 équipes ProTeams : FDJ-BigMat, Saxo Bank, Garmin-Barracuda, AG2R La Mondiale, Vacansoleil-DCM, Liquigas-Cannondale, Lotto-Belisol ;
- 11 équipes continentales professionnelles : Cofidis, Europcar, Saur-Sojasun, Topsport Vlaanderen-Mercator, Landbouwkrediet-Euphony, SpiderTech-C10, RusVelo, Bretagne-Schuller, Type 1-Sanofi, Farnese Vini-Selle Italia, Accent Jobs-Willems Véranda's ;
- et 4 équipes continentales : Roubaix Lille Métropole, Auber 93, La Pomme Marseille, Véranda Rideau-Super U.

### Favoris
Les favoris sont Yauheni Hutarovich, Romain Feillu, Jimmy Casper, Arnaud Démare, Juan José Haedo, Andrea Guardini, Adrien Petit, Anthony Ravard, Nacer Bouhanni, Koldo Fernández, Kenny van Hummel, Florian Vachon, Stéphane Poulhiès, Sébastien Chavanel, Sébastien Turgot, Guillaume Boivin, Mathieu Drujon, Matteo Pelucchi, Daniele Colli et Denis Flahaut.

## Récit de la course
Après 3 kilomètres de course, Rémi Cusin (Cofidis) et David Boucher (FDJ-BigMat) s'échappent. A près de 150 kilomètres de l'arrivée, ils comptent quasiment 10 minutes d'avance. En tête du peloton, on retrouve les formations Cofidis, Farnese Vini-Selle Italia et Saxo Bank. À mi-course, l'avance des deux hommes n'est déjà plus que de quatre minutes.
À l'approche du dernier quart de la course, le duo ne possède plus que deux minutes d'avance sur le peloton, alors que Peter Sagan (Liquigas-Cannondale) abandonne. Quelques kilomètres plus loin, c'est Nacer Bouhanni (FDJ-BigMat) qui chute et qui abandonne.
À 20 kilomètres de l'arrivée, les fuyards sont repris et c'est alors qu'un groupe de 3 hommes formés de Matthieu Ladagnous (FDJ-BigMat), Clément Koretzky (La Pomme Marseille) et Jimmy Engoulvent (Saur-Sojasun) part en contre avant de se faire reprendre 2 kilomètres plus loin
Finalement, c'est un peloton d'une trentaine de coureurs qui aborde le dernier kilomètre qui voit s'imposer l'Argentin Juan José Haedo (Saxo Bank) devant Alex Rasmussen (Garmin-Barracuda) et Andrea Guardini (Farnese Vini-Selle Italia).

## Classement final
|    | Coureur          | Pays      | Équipe                    |    | Temps           |
| -- | ---------------- | --------- | ------------------------- | -- | --------------- |
| 1  | Juan José Haedo  | Argentine | Saxo Bank                 | en | 4 h 38 min 13 s |
| 2  | Alex Rasmussen   | Danemark  | Garmin-Barracuda          | +  | m.t             |
| 3  | Andrea Guardini  | Italie    | Farnese Vini-Selle Italia |    | m.t             |
| 4  | Fabien Bacquet   | France    | Auber 93                  |    | m.t             |
| 5  | Arnaud Démare    | France    | FDJ-BigMat                |    | m.t             |
| 6  | Guillaume Boivin | Canada    | SpiderTech-C10            |    | m.t             |
| 7  | Kenny van Hummel | Pays-Bas  | Vacansoleil-DCM           |    | m.t             |
| 8  | Denis Flahaut    | France    | Roubaix Lille Métropole   |    | m.t             |
| 9  | Matteo Pelucchi  | Italie    | Europcar                  |    | m.t             |
| 10 | Jimmy Casper     | France    | AG2R La Mondiale          |    | m.t             |